# Paul Hensel

Hensel aktív mazúrként

Paul Hensel (Gehsen, Kelet-Poroszország. 1867. október 3. – Kolberg, Pomeránia, 1944. január 8.) német lelkipásztor. Történelmi jelentőségre az első világháború után tett szert mint Mazuria Kelet-Poroszország déli része maradásának élharcosa.

## Élete
Fanny Hensel unokájaként Kelet-Poroszországban született. A királyi lycki Gimnáziumba járt. A középiskola elvégzése után 1886. nyári szemeszterében a königsbergi Albertus Egyetemen kezdett protestáns teológiát tanulni. Mint sok érettségizett, ő is csatlakozott a Masovia hadtesthez. Berlini tanulmányai befejezése után Friedrichshof (1891–1893) és Gehsen (1893–1907) mazúr közösségekben volt lelkész. Hat hónapig gondoskodott a sanremói protestáns közösségről. Hazájában, Johannisburgban (lengyelül: Pisz) 1916-tól 1929-ig a -Keresztelő János-templomban volt szuperintendens  1891 után vett részt a szövetkezeti rendszerben. 1920-tól 1924-ig a berlini Mezőgazdasági Központi Hitelalap felügyelőbizottságának tagja volt.

### Képviselőként
1913 és 1918 között a Poroszországi Konzervatív Párt képviselője  porosz képviselőházban (Abgeordnetenhaus) volt. A DNVP jelölte az Allenstein 3-as választókerületbe (Oletzko–Lyck–Johannisburg), 1921 márciusa és 1928 májusa között a Reichstag tagja volt. Az oktatási, jogi és közhivatalnokügyí bizottságokban dolgozott.

### Mazuria adminisztrátoraként
Hensel volt az első, aki azt szorgalmazta, hogy Mazuria az első világháború után Kelet-Poroszország és így a Német Birodalom része maradjon. Johannesburg felügyelőjeként 1919 márciusában a párizsi Szövetséges Legfelsőbb Haditanácshoz utazott 144 447 aláírással, hogy tiltakozzon Mazuria bármilyen formája ellen. 1919. március 22-én Hensel a Mazuriai Liga létrehozását szorgalmazta. Három nappal később Allensteinben megalapították a Lengyel Veszély Elleni Allenstein Munkabizottságot. Mindkét egyesület 1919. július 14-én alakult meg, a  Mazuriai és Warmiai Liga Max Worgitzki vezetésével. Ezzel egyidőben megalakult a Keletnémet Honvédelmi Szolgálat négy, nagyrészt független irodával Königsbergben, Tilsitben, Allensteinben és Marienwerderben. Max Worgitzkin és Paul Henselen kívül főleg Paul Marks és Kurt Thiel (Allenstein) és Richard Götz (Marienburg) készítette elő a szavazást. Amikor 1920-ban a mazúroknak és a nyugatporoszoknak az allensteini szavazókörzetben kellett volna szavazniuk arról, hogy Lengyelországhoz vagy Németországhoz akarnak-e tartozni, Hensel Mazuria protestáns plébániáinak bizottságát vezette. Határozottan ellenezte a Lengyelországhoz csatolást.  A hadtest alapítása centenáriumi fesztiváljára írta a „Weiht in glader Festesjubel / neu Masovia Euer Lied” című dalt, amelyet a Németország himnusza dallamára énekeltek.

## Kitüntetései
- Tiszteletbeli érme az istentiszteletekért (1930)[8]

## Írásai
- Die evangelischen Masuren in ihrer kirchlichen und nationalen Eigenart. Ein kirchengeschichtlicher Beitrag zur Frage der katholisch-polnischen Propaganda in Masuren [A protestáns mazúrok egyházi és nemzeti sajátosságaikban. Egyháztörténeti hozzájárulás a katolikus-lengyel propaganda kérdéséhez Mazuriában] Königsberg, 1908 (A Kelet-Európai Egyháztörténeti Zsinati Bizottság írásai, 4. szám)
- Die Polengefahr für die masurische Bevölkerung [A lengyel fenyegetés a mazúriai lakosságra] Berlin, 1911

## Fordítás
- Ez a szócikk részben vagy egészben  a   Paul Hensel (Politiker, 1867) című német Wikipédia-szócikk ezen változatának fordításán alapul.  Az eredeti cikk szerkesztőit annak laptörténete sorolja fel. Ez a jelzés csupán a megfogalmazás eredetét és a szerzői jogokat jelzi, nem szolgál a cikkben szereplő információk forrásmegjelöléseként.